# Конецк (гмина)
Конецк (пол. Koneck) — сельская гмина (волость) в Польше, входит как административная единица в Александрувский повет, Куявско-Поморское воеводство. Население — 3434 человека (на 2004 год).

## Сельские округа
1. Бжезьно
2. Хромоволя
3. Езорно
4. Каетаново
5. Каменец
6. Конецк
7. Крушинек
8. Крушинек-Колёня
9. Млынек
10. Опалянка
11. Оссувка
12. Помяны
13. Романово
14. Спочинек
15. Страшево
16. Свенте
17. Запустек
18. Заздромин
19. Жолново

## Соседние гмины
1. Гмина Александрув-Куявски
2. Гмина Бондково
3. Гмина Домброва-Бискупя
4. Гмина Рацёнжек
5. Гмина Ваганец
6. Гмина Закшево